# Thando Dlodlo
Thandolwenkosi Dlodlo, detto Thando (22 aprile 1999), è un velocista sudafricano.

## Biografia
Nel marzo 2022 viene reso noto che risultò positivo al doping al testosterone ai campionati nazionali del 2021, causando la perdita della medaglia d'oro alle World Relays della squadra sudafricana.

## Record nazionali
Seniores
- Staffetta 4×100 metri: 37"65 ( Doha, 4 ottobre 2019)  (Thando Dlodlo, Simon Magakwe, Clarence Munyai, Akani Simbine)[1]

## Palmarès
| Anno | Manifestazione     | Sede    | Evento      | Risultato | Prestazione | Note  |
| ---- | ------------------ | ------- | ----------- | --------- | ----------- | ----- |
| 2018 | Mondiali U20       | Tampere | 100 m piani | Batteria  | 10"70       |       |
| 2018 | Mondiali U20       | Tampere | 200 m piani | Batteria  | dns         |       |
| 2019 | Giochi panafricani | Rabat   | 100 m piani | 8º        | 10"33       |       |
| 2019 | Giochi panafricani | Rabat   | 4×100 m     | Bronzo    | 38"80       |       |
| 2019 | Mondiali           | Doha    | 100 m piani | Batteria  | 10"25       |       |
| 2019 | Mondiali           | Doha    | 4×100 m     | 5º        | 37"73       |       |
| 2021 | World Relays       | Chorzów | 4×100 m     | dq        | 38"71       | [ 2 ] |